# Lucius Cluentius
Lucius Cluentius († 89 v. Chr. bei Nola) war ein der Familie der Cluentier entstammender, in der Spätphase der Römischen Republik gegen Sulla kämpfender Führer der Italiker.
Cluentius wollte während des Bundesgenossenkriegs das belagerte Pompeji entsetzen, musste aber gegen Sulla eine Niederlage einstecken. Trotzdem unternahm er nach dem Zuzug von aus Galliern bestehenden Verstärkungstruppen einen weiteren Entsatzversuch, wurde jedoch 89 v. Chr. erneut geschlagen. 3000 seiner Soldaten wurden während ihrer anschließend Flucht nach Nola von den sie verfolgenden Truppen Sullas niedergemacht. Vor den Mauern Nolas fielen dann viele weitere Männer (angeblich 20.000) des Cluentius sowie dieser selbst, da die Einwohner die Fliehenden aus Angst, dass auch Sullas Heer mit eindringen könnte, nur durch ein Tor in die Stadt einließen.